# Stahl- und Hartgusswerk Bösdorf

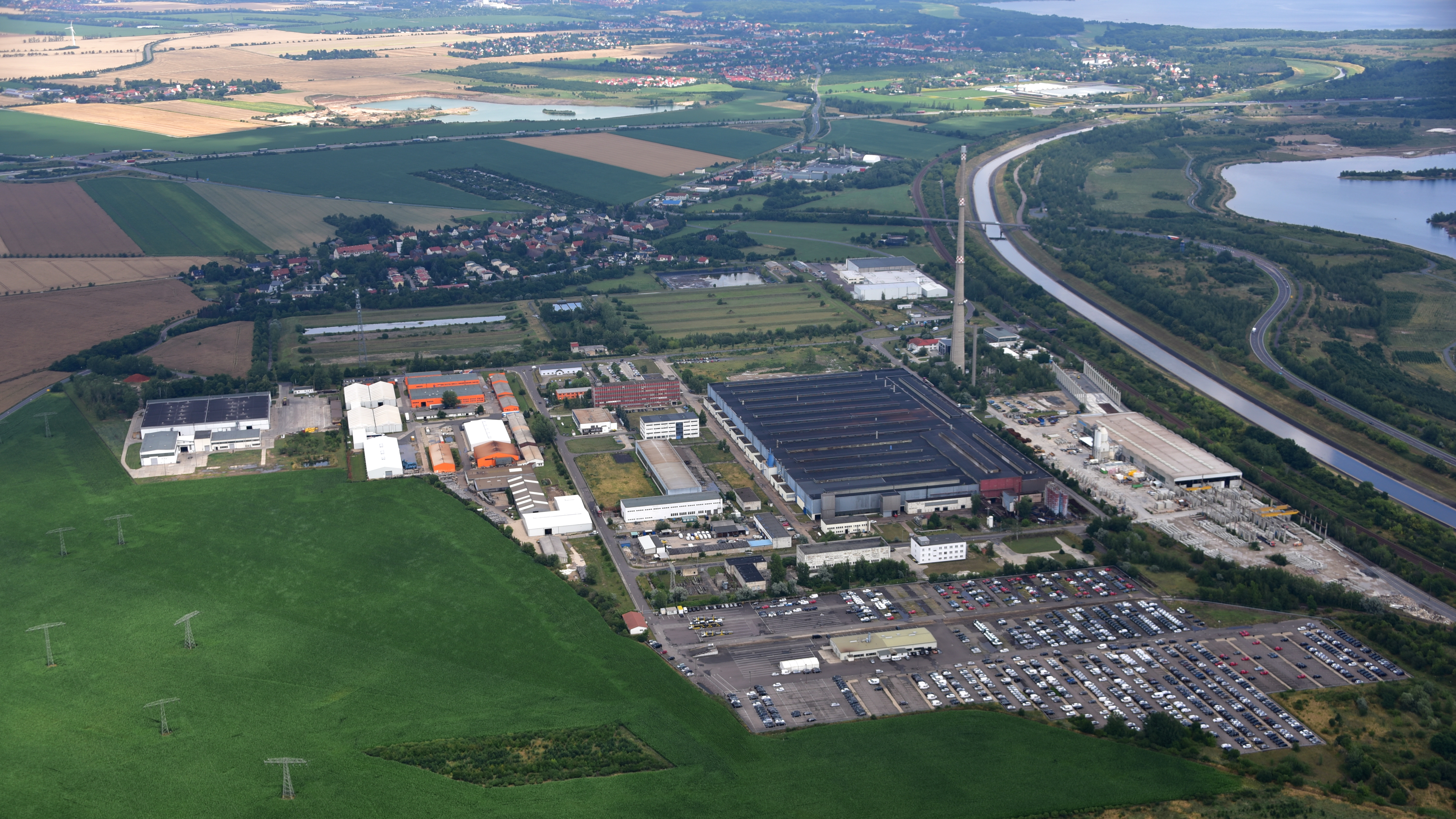
Stahl- und Hartgusswerk Bösdorf, Luftaufnahme (2017)

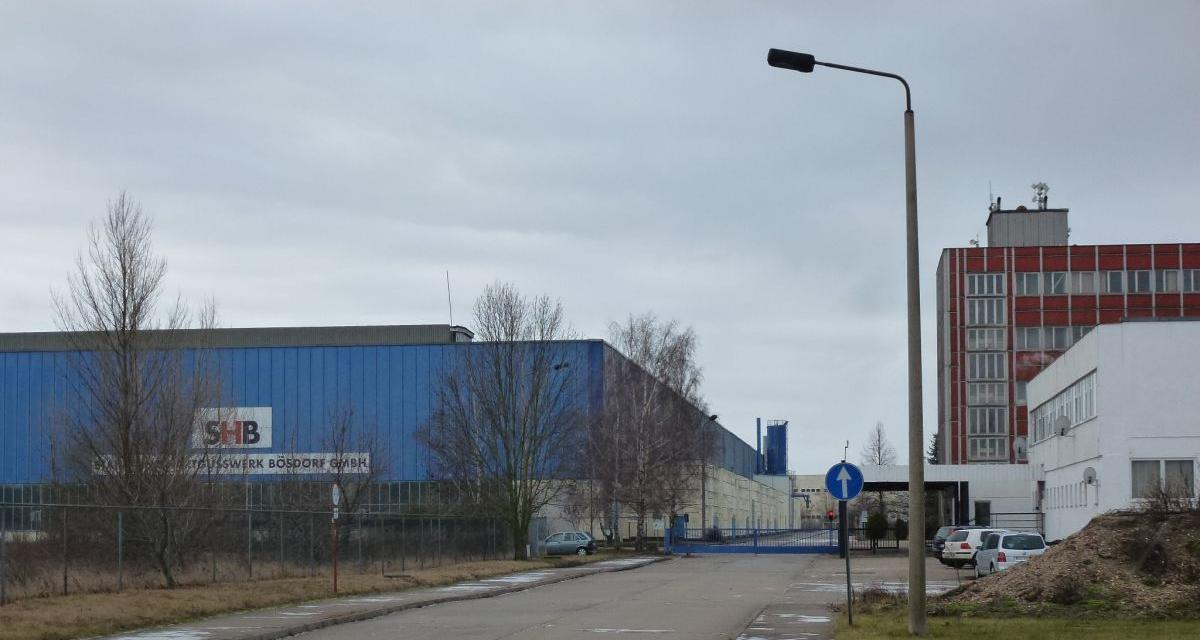
Stahl- und Hartgusswerk Bösdorf GmbH

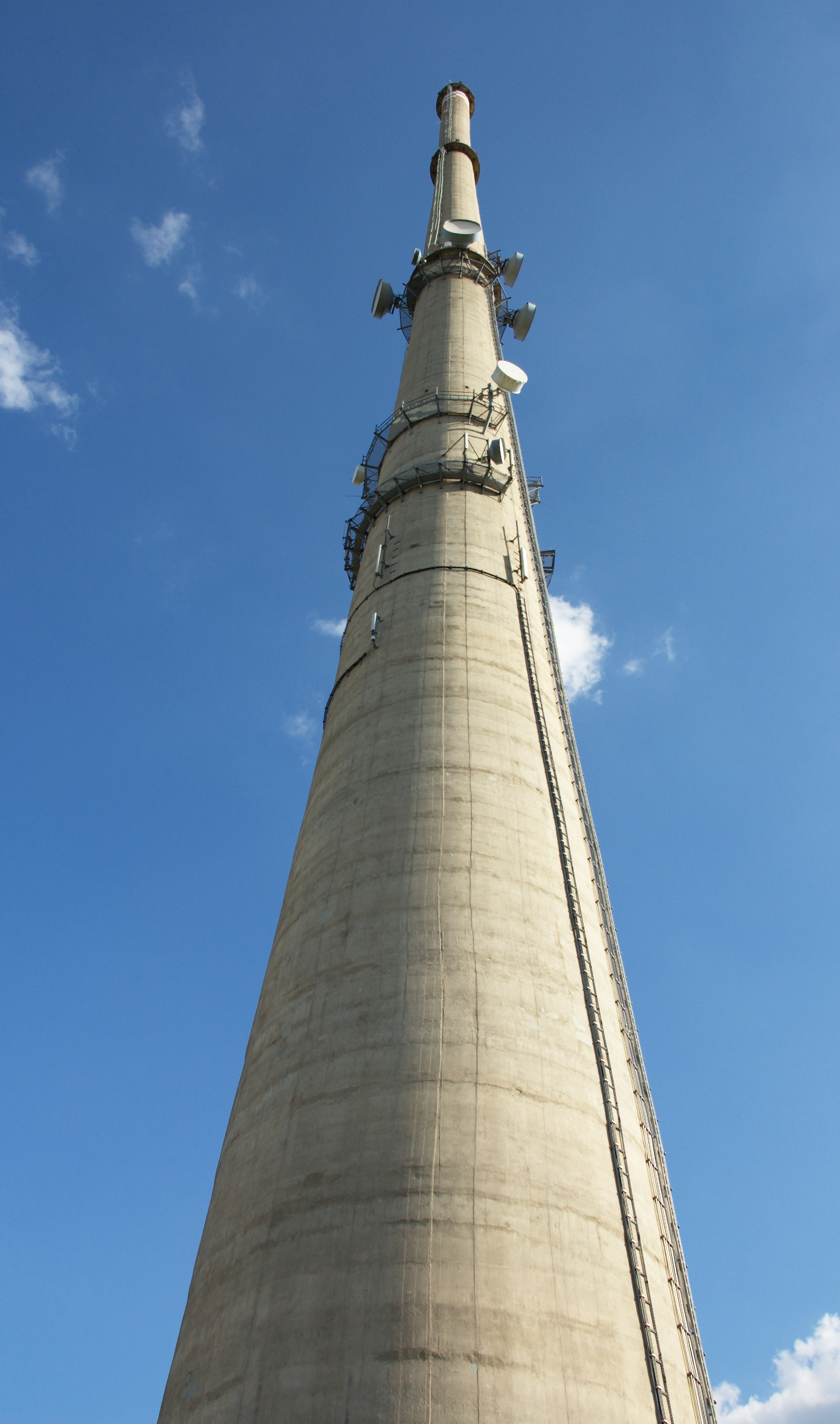
Der Kamin des Stahl- und Hartgusswerks Bösdorf

Die Stahl- und Hartgusswerk Bösdorf GmbH (SHB) in Leipzig-Knautnaundorf ist ein mittelständisches Stahlguss-Unternehmen mit 200 Mitarbeitern. Obwohl der Ort Bösdorf 1982 dem Braunkohletagebau weichen musste, ist er im Firmennamen weiterhin erhalten geblieben.

## Geschichte
Der Unternehmer Max Heller gründete 1894 die Firma Max Heller Stahlhandel in Leipzig. Das Unternehmen wuchs vom reinen Handelsgeschäft zum Gießereibetrieb und wurde 1917 unter dem Namen Max Heller Nachfolger (MHN) nach Bösdorf umgesiedelt.
In den 1950er Jahren wurde aus MHN der VEB Stahl- und Hartgusswerk Bösdorf (SHB). Durch den Einsatz des ersten in der DDR gebauten Lichtbogenofens wurde nun auch Stahlguss auf dem Werksgelände produziert. Während der DDR-Zeit erlangte das Stahl- und Hartgusswerk Bösdorf eine strategische Bedeutung für den damals wichtigsten Energielieferanten, die Braunkohleindustrie. SHB produzierte Gussstahlbauteile für Tagebauanlagen, Brikettfabriken, Baumaschinen und viele weitere Bereiche der Braunkohlegewinnung und -verarbeitung. Abnehmer waren alle Tagebaue des Mitteldeutschen Braunkohlereviers sowie das Gaskombinat Schwarze Pumpe.
Anfang der 1980er Jahre musste der Standort Bösdorf selbst dem Braunkohletagebau Zwenkau weichen. Der Betrieb zog 1984 in ein komplett neu errichtetes Werk in Knautnaundorf. Geliefert und montiert wurde die technische Produktionsanlage von der japanischen Firma Komatsu. Das neue Werk war die modernste Gießereianlage der DDR, 1200 Mitarbeiter waren auf dem 55.000 m² großen Betriebsgelände tätig, jährlich wurden rund 6000 Tonnen Stahlguss produziert.
Mit der politischen Wende 1990 wurde das Stahl- und Hartgusswerk Bösdorf als STAMAG Stahl- und Maschinenbau Aktiengesellschaft aus dem Kombinat Anlagenbau Braunkohle ausgegliedert und ging in Treuhandbesitz über. Sieben Jahre später erfolgte die Neugründung der SHB Stahl- und Hartgusswerk Bösdorf GmbH als ein Kooperationspartner der DIHAG Deutsche Giesserei- und Industrie-Holding Aktiengesellschaft. Heute gehört SHB zur Dihag Holding.

## Produkte
Die SHB stellt Stahlgussbauteile für Anlagen der Rohstoffgewinnung, Energieerzeugung, Fahrzeug- und Verfahrenstechnik sowie für Baumaschinen her. Bauteile der SHB werden unter anderem in Schienenfahrzeugen, Kränen und in Erdölförderanlagen eingesetzt.

## Der Kamin
Weithin sichtbar ist der Schornstein auf dem Werksgelände der SHB. Der Kamin des Stahl- und Hartgusswerks Bösdorf ist mit 205 m das höchste Bauwerk der Stadt Leipzig.